# Qlik

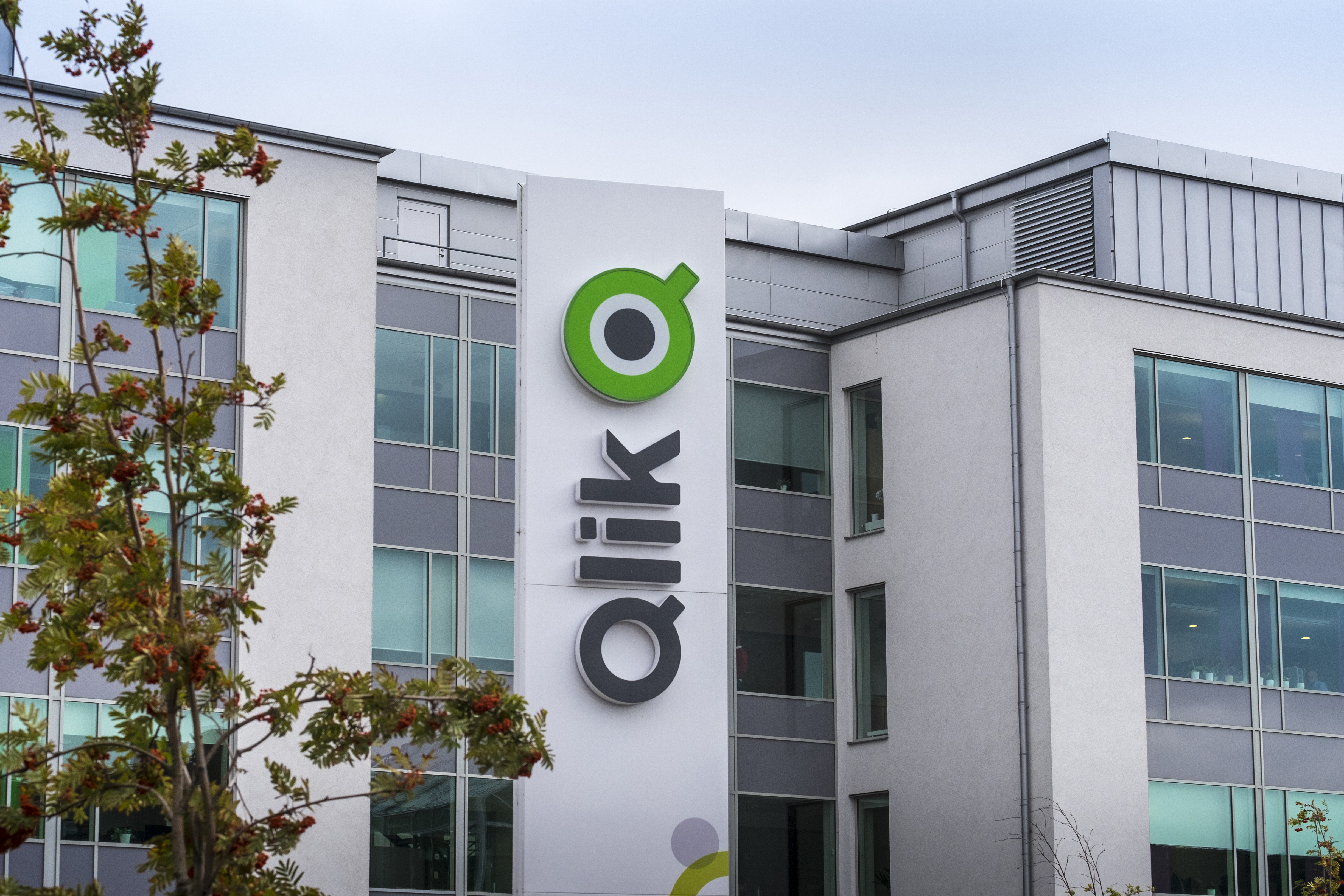

Qlik (ausgesprochen Klik) ist ein US-amerikanisches Softwareunternehmen und heute Analytics-Plattform, welche von Björn Berg und Staffan Gestrelius 1993 in Lund (Schweden) gegründet wurde. Hauptprodukte sind die Qlik Replicate (Datenintegration) und Qlik Sense (Analytics).
Qlik mit Hauptsitz in King of Prussia, Pennsylvania, hat Niederlassungen verteilt über den Globus. Gemeinsam mit über 1100 Partnerunternehmen betreut Qlik mehr als 48.000 Kunden in 100 Ländern.

## Geschichte

### 1993–1999
Die Firmengründer wollten ein Programm entwickeln, das intuitiv zu bedienen ist und die assoziative Denkweise der Menschen nachbildet. Daraus resultierte eine Software namens QuikView. „Quik“ stand für Quality, Understanding, Interaction, Knowledge (Qualität, Verstehen, Interaktion, Wissen). Die Software war damals sehr innovativ, da sie auf die In-Memory-Technik setzte, d. h. die Software läuft komplett im Arbeitsspeicher. Das Mooresche Gesetz hat daher die Entwicklung und den Erfolg von QuikView begünstigt. Im Jahr 1996 wurde die Software in QlikView umbenannt, denn Benutzer können mit einem Mausklick Datenanalysen erstellen.

### 2000–2005
Im Jahr 2000 ernannte Qlik Måns Hultman zum CEO. Dieser holte sich Lars Björk – den späteren langjährigen CEO – als CFO ins Team. Außerdem fokussierte er Qlik auf den Business-Intelligence-Markt, sodass sich die Expansion des Unternehmens beschleunigte. Die Mitarbeiterzahl verdoppelte sich von 35 im Jahr 1999 auf 70 im Jahr 2003. Qlik entschied sich für ein Konsortium aus Venture-Capital-Unternehmen Accel Partners und Jerusalem Venture Partners zur Kapitalbeschaffung. Durch die Beteiligung dieser flossen 12,5 Millionen USD ins Unternehmen. Bis 2004 erreichte Qlik eine jährliche Wachstumsrate von 35 % und einem Umsatz von 13 Millionen USD.
In dieser Zeit ging Qlik Partnerschaften mit Intel und HP ein, um die Multi-Core- und 64-Bit-Architekturen nutzen zu können.

### 2005–2016
Durch die kontinuierliche Leistungsentwicklung der Hardware, insbesondere der Prozessoren und Arbeitsspeicher, und der In-Memory-Technologie, kann QlikView heute sehr große Datenmengen und mehrere Tausend Anwender verwalten. Dies ermöglicht den Einsatz von QlikView in Großunternehmen.
Im Jahr 2007 wurde Lars Björk CEO von Qlik. Unter seiner Führung stiegen die Umsätze von Qlik im Jahr 2010 auf 226,5 Millionen USD. Beschäftigt sind inzwischen mehr als 1.600 Mitarbeiter in 22 Niederlassungen in zwölf Ländern. Seit dem 16. Juli 2010 wird Qlik an der NASDAQ gehandelt, weswegen der Hauptsitz in die USA verlegt wurde.
Ende 2014 wurde der isländische Datenanbieter DataMarket übernommen. Im selben Jahr wurde die Nachfolgeanwendung Qlik Sense veröffentlicht. Der Vorteil von Qlik Sense liege vor allem in der schnellen Konfigurierbarkeit der Benutzeroberfläche durch Drag and Drop.
2016 wurde Qlik vom Private-Equity-Unternehmen Thoma Bravo übernommen.

### 2017–heute
Lars Björk übergab 2017 David Murphy seine Rolle als CEO (interim), die seit Januar 2018 von Mike Capone bekleidet wird. 2019 wurde die Datenintegrationsplattform Attunity übernommen sowie die AI Company Crunch Data und RoxAI. 2020 folgte die Akquisition von Knarr Analytic sowie der Platform-as-a-service (iPaaS) Blendr.io. 2021 wurde Qlik Application Automation eingeführt und die Machine Learning Plattform Big Squid sowie die Metadata Management Solution NodeGraph wurden akquiriert.